# Microsema punctinotata
Microsema punctinotata là một loài bướm đêm trong họ Geometridae.